# Ernst Hürlimann
Ernst Hürlimann (Wädenswil, 19 de octubre de 1934) es un deportista suizo que compitió en remo.
Participó en los Juegos Olímpicos de Roma 1960, obteniendo una medalla de bronce en la prueba de doble scull. Ganó una medalla de plata en el Campeonato Europeo de Remo de 1908.

## Palmarés internacional
| Juegos Olímpicos   | Juegos Olímpicos | Juegos Olímpicos  | Juegos Olímpicos |
| Año                | Lugar            | Medalla           | Prueba           |
| ------------------ | ---------------- | ----------------- | ---------------- |
| 1960               | Roma (Italia)    | Medalla de bronce | Doble scull      |
| Campeonato Europeo |                  |                   |                  |
| Año                | Lugar            | Medalla           | Prueba           |
| 1908               | Lucerna (Suiza)  | Medalla de plata  | Scull individual |